# نووی توموتوک
نووی توموتوک (به لاتین: Novy Tumutuk) یک منطقهٔ مسکونی در روسیه است که در باشقیرستان واقع شده‌است.